# Ludwig Aloys von Arco auf Valley
Ludwig Aloys von Arco auf Valley (* 4. März 1845 in München; † 15. Oktober 1891 in Berlin) war ein deutscher Diplomat.

## Leben
Die Eltern von Ludwig Aloys von Arco auf Valley waren Anna Mareschalchi (1813–1885) und Maximilian von und zu Arco-Valley. Sein Bruder war Emmerich von Arco-Valley.
Ludwig Aloys von Arco auf Valley studierte 1863 von 1867 in München Rechtswissenschaft und machte die theoretische Prüfung zum Staatsdienst. Von Dezember 1867 bis Juli 1870 war er Attaché an der bayerischen Gesandtschaft beim Heiligen Stuhl. Von Juli 1870 bis Juni 1871 war Arco auf Valley im bayerischen Außenministerium beschäftigt. 1870 wurde er im Deutsch-Französischen Krieg eingesetzt.
Am 3. Juni 1871 trat Ludwig Aloys von Arco auf Valley in den auswärtigen Dienst des deutschen Reichs und wurde als Attaché nach Washington, D.C. entsandt. Von 20. September 1872 bis zum 13. Dezember 1873 war er Botschaftssekretär zweiter Klasse in Wien. Am 29. November 1873 heiratete er Antonie Janisch, Schauspielerin des Burgtheaters, und wurde von der Regierung des Deutschen Reichs gedrängt, einen Antrag auf Versetzen in den Ruhestand aus Gesundheitsgründen zu stellen. Das Paar machte eine Reise nach Ägypten und Italien. Am 1. August 1875, nach der Scheidung, wurde er wieder in den auswärtigen Dienst aufgenommen und zu Daniel Bernhard Weisweiller als Botschaftssekretär Dritter Klasse an die Gesandtschaft in Madrid entsandt.
Von Dezember 1882 bis August 1886 war Arco auf Valley in Rom akkreditiert. Von August 1886 bis Februar 1888 war er Generalkonsul in Alexandria. Von Februar 1888 bis zu seinem Tod im Oktober 1891 fungierte er als Gesandter in Washington.